# هربرت کالموس
هربرت کالموس (انگلیسی: Herbert Kalmus; ۹ نوامبر ۱۸۸۱ – ۱۱ ژوئیهٔ ۱۹۶۳) مهندس و از پیشگامان سینما اهل ایالات متحده آمریکا بود.
وی که مدرک لیسانس خود را از مؤسسه فناوری ماساچوست و مدرک دکترا را از دانشگاه زوریخ کسب کرده نقش کلیدی در فیلم‌برداری رنگی داشته‌است.